# Гурьевский уезд
Гурьевский уезд — административная единица в составе Уральской области и Уральской губернии. Центр — город Гурьев.

## История
Гурьевский уезд в составе Уральской области был образован в 1868 году. 12 октября 1920 года уезд стал частью Уральской губернии Киргизской АССР. В 1928 году Гурьевский уезд был упразднён, а его территория включена в состав Гурьевского округа Казакской АССР.

## Административное деление
В начале ΧΧ века в состав уезда входили 5 станиц и 1 русская и 17 киргизских волостей
- Станицы на 1914 год
- Кулагинская - 3 пос.
- Орловская - 2 пос.
- Ямаханлинская - 2 пос.
- Сарайчиковская - 4 пос.
- Гурьевская

К 1920 году уезд делился на следующие волости:
- Акбасовская кочевая
- Акжаловская кочевая
- Бланская кочевая
- Гурьевская
- Джарчикская кочевая
- Жилокосинская кочевая
- Зеленовская
- Испульская кочевая
- Карабайлинская кочевая
- Карабауская кочевая
- Кара-Тюбинская кочевая
- Карачигирская кочевая
- Кармакаевская кочевая
- Кзыл-Кугинская кочевая
- Редутская
- Самарская
- Симбиртинская кочевая
- Эмбенская кочевая
- Эмбо-Атрауская
- Яманхалинская

В 1921 году существовали также Берикская и Каракульская волости.
В 1922 году Акжаловская и Бестюбинская волости были объединены в Акжало-Бестюбинскую кочевую волость. Из Испульской волости была на некоторое время выделена Зонская волость. 18 сентября из Темирского уезда Актюбинской губернии была передана Тайсунганская волость.
Летом 1923 года были образованы Ракушинская, Сарыкульская, Соколинская и Тополинская волости. В то же время Акбасовская, Джарчикская, Жилокосинская и Карабайлинская волости были присоединены к Эмбинской волости; Бланская — к Ракушинской; Гурьевская — к Соколинской; Зеленовская и Яманхалинская — к Кзыл-Кугинской; Карабауская — к Сарыкульской; Карачигирская — к Акжаловской; Кармакаевская — к Испульской и Сарыкульской; Самарская — к Редутской; Кара-Тюбинская и Симбиртинская — к Соколинской. Акжало-Бестюбинская волость была переименована в Акжаловскую.
23 августа 1923 года из упразднённого Калмыковского уезда в Гурьевский были переданы Горская и Индерская волости. 2 октября того же года из Джамбейтинского уезда в Гурьевский была передана Карасамарская волость. Тогда же Тополинская волость была переименована в Кулагинскую.
В конце 1924 года Индерская и Карасамарская волости были переданы в Джамбейтинский уезд, а оттуда в Гурьевский уезд была передана Катын-Чагильская волость. Горская волость присоединена к Кулагинской.
В сентябре 1925 года из Букеевского уезда в Гурьевский была передана Сарытюбинская волость.
В 1926 году Катын-Чагильская волость была переименована в Карасамарскую.
В сентябре 1927 года из частей Редутской и Сарытюбинской волостей была образована Новобогатинская волость.

## Население
По данным переписи 1897 года в уезде проживало 86,8 тыс. чел. В том числе казахи — 81,7 %, русские — 16,9 %, татары — 1,1 %. В уездном городе Гурьеве проживало 9322 чел.. В 1926 году в уезде проживало 124,9 тыс. чел..